# MIM-23 호크
MIM-23 호크는 레이시온이 개발한 미국의 중거리 지대공 미사일이다. 'HAWK'는 Homing All the Way Killer의 약어이다. 호크는 처음에는 항공기 요격용으로 개발되었으나, 후에는 탄도탄 요격 미사일(ABM, MIM-23K/J)로도 개발되었다.
1960년 실전배치되었으며, 1994년 미국 육군은 패트리어트 미사일로 대체했다. 2002년 마지막 사용자인 미국 해병대는 호크를 FIM-92 스팅어로 교체했다. 비록 미국은 호크를 실전에 사용한 적이 전혀 없지만, 수많은 국가들에 판매되었다. 약 4만발의 미사일이 생산되었다. 제인스에 따르면, 최초 버전의 명중률은 56%, 개량형인 I-Hawk는 85%이다. 소련은 호크에 대응하여 S-125 Neva/Pechora(SA-3 Goa), SA-6을 보유하고 있다.

## 시스템
호크 시스템은 6가지가 출시되었다. Basic Hawk(1959), Improved Hawk(1971), PIP Phase I(1979), PIP Phase II(1983), PIP Phase III(1989), Hawk 21
1968년 6월 27일 주한미군 제38대공방어포병여단(여단장 존 W 딘 준장)은 서울의 대공 방어를 맡은 7개 대공 미사일 기지 가운데 하나인, 우면산의 델타사격장을 언론에 공개했다. 사거리 30 km인 MIM-23 호크 미사일이 5초에 1발씩 발사되며, 30 m~13 km 고도의 항공기를 요격할 수 있다. 기지당 50발 정도가 배치되어 있다.
1960년대 주한미군이 호크미사일을 배치한 이래, 대한민국은 계속 개량사업을 하여, 현재는 90년대 초반에 개량한 PIP2 을 사용중이며 점차적으로 천궁으로 대체 중에 있다.
1960년대의 B-Hawk는 4개의 레이다로 구성되어 있었다. 탐지레이다(PAR, CWAR), 추적레이다(CWAR, HPIR), 조준레이다(HPIR, ROR)
미국 육군은 호크를 패트리어트 미사일로 대체 완료하였으며, 한국 공군은 호크를 KM-SAM(러시아 S-300/400 기술 도입)로 대체할 계획이다.

## 호크 21
기존의 호크는 4개의 레이다를 사용했지만, 호크 21은, 처음으로, 2개의 레이다만을 사용한다. 즉, 탐지와 추적을 AN/MPQ-64 센티넬 X 밴드 3차원 위상배열레이다 하나로 처리하며, 조준레이다는 AN/MPQ-61를 사용한다. AN/MPQ-64 센티넬은 분당 30회 회전하며, 75 km 떨어진 60개의 목표물을 동시추적할 수 있다. MPQ-61 HIPIR 레이다는 저고도와 근접거리에서 목표물을 놓치지 않게 돕는다.
호크 21은 폭풍파현형 탄두를 사용하는 MIM-23K 미사일을 사용하여, 패트리어트와 같은 탄도탄 요격 미사일(ABM) 능력이 있다. 스커드 미사일과 같은 단거리 탄도 미사일(SRBM)을 요격할 수 있다. MIM-23K 미사일은 기존의 13 km보다 향상된 20 km 고도까지 요격할 수 있으며, 사거리도 기존의 30 km에서 45 km로 늘어났다.

## 사용 국가
- 알바니아
- 바레인
- 벨기에
- 덴마크
- 이집트
- 프랑스
- 독일
- 그리스
- 인도네시아
- 이란
- 이라크
- 이스라엘
- 이탈리아
- 일본
- 요르단
- 대한민국
- 쿠웨이트
- 네덜란드
- 루마니아
- 사우디아라비아
- 싱가포르
- 스페인
- 스웨덴
- 대만
- 미국
- 아랍에미리트

### Phase II
인도네시아, 벨기에, 덴마크, 프랑스, 독일, 그리스, 이탈리아, 네덜란드, 미국이 Phase I과 Phase II 개량형을 사용한다.

### Phase III
이집트, 그리스, 이스라엘, 이탈리아, 사우디아라비아, 에스파냐, 싱가포르, 스웨덴, 타이완 및 미국 해병대, 아랍에미리트가 사용 중이다.

## 같이 보기
- 지대공 미사일
- SA-3 소련의 저고도 미사일 시스템

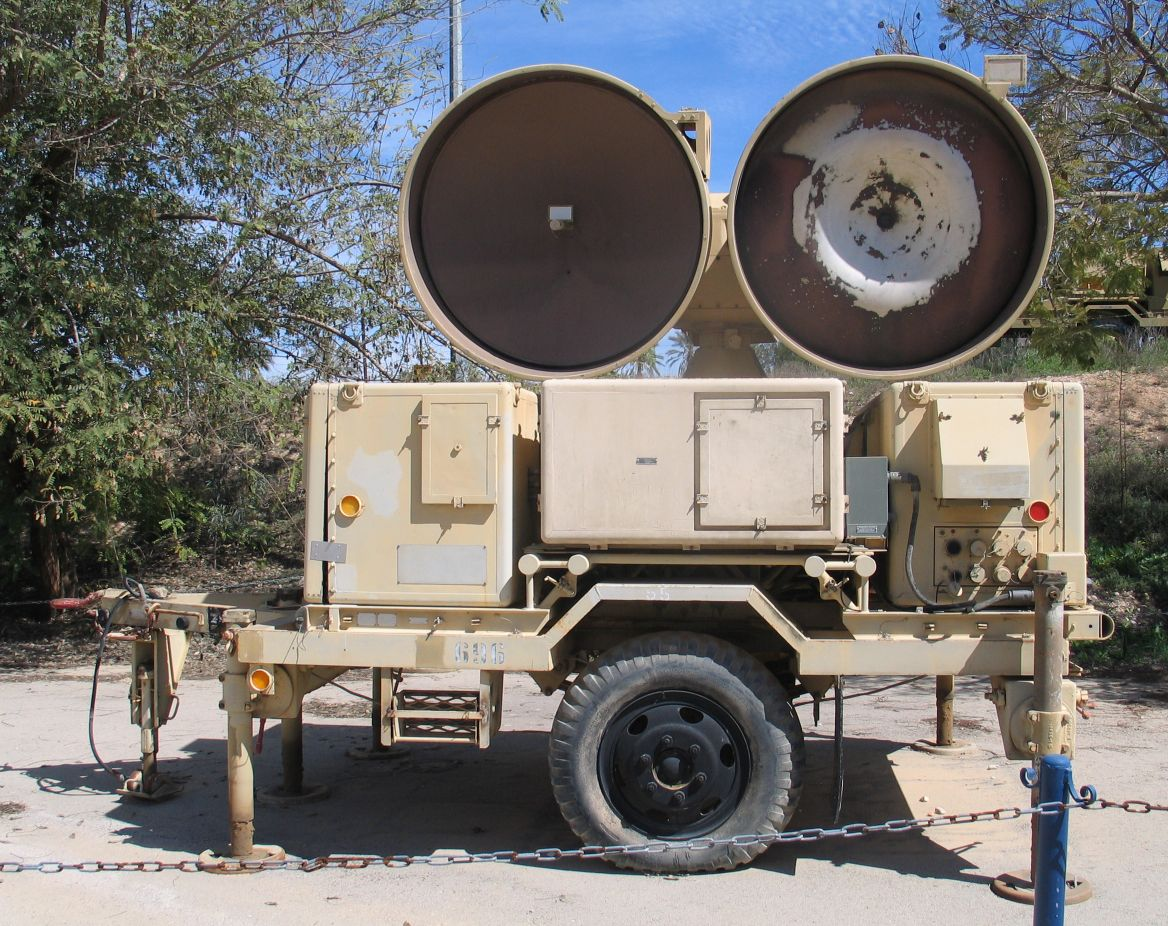
호크의 HPIR 레이다

- SA-6 발전된 소련의 이동식 저고도 미사일 시스템

## 참고자료
- Jane's Land-Based Air Defence 2005-2006, ISBN 0-7106-2697-5